# 小行星13641
小行星13641（13641 de Lesseps）是一颗绕太阳运转的小行星，为主小行星带小行星。该小行星于1996年4月发现。

## 轨道参数
小行星13641的轨道半长轴为459 616 963 km，3.0723059 UA，离心率为0.160。